# 斯瓦米
斯瓦米 （羅馬化：svāmi，[sʋaːmiː]；英语中可拼写为Swami，缩写为sw.)，又译爲娑婆弥、沙瓦米、大师、尊者、师等，是印度教出家人称呼，通常指苦行僧、瑜伽士。吠檀多派也常用它作为印度教聖人的称谓，有变形Swamiji。
梵语义爲主人，引申爲大师、导师。

## 引用
1. ↑  Brewer, E. Cobham. Rockwood, Camilla , 编. . London: Chambers Harrap. 2009. "Swami" entry. ISBN 9780550104113. OL 2527037W.
2. ↑  见维基词典【स्वामिन्】